# Щукін Микола Леонтійович
Микола Леонтійович Щукін (5 січня 1923, село Голянка, тепер Новосільського району Орловської області, Російська Федерація — ?) — український радянський діяч, новатор виробництва, машиніст-інструктор паровозного (локомотивного) депо станції Іловайськ Сталінської (Донецької) області. Депутат Верховної Ради УРСР 5—6-го скликань.

## Біографія
З 1940-х років — у Червоній армії, учасник німецько-радянської війни.
З кінця 1940-х років — машиніст паровозного депо, машиніст-інструктор локомотивного депо станції Іловайськ Сталінської (Донецької) області.
Потім — на пенсії у місті Іловайську Донецької області.

## Нагороди
- орден Вітчизняної війни ІІ ст. (22.03.1988)
- ордени
- медалі